# Kunstværket i dets tekniske reproducerbarheds tidsalder
Kunstværket i dets tekniske reproducerbarheds tidsalder (fr. 1936: "L'Œuvre d'Art à l'Époque de sa Reproductibilité Technique” ; ty. 1939, tredje og autoriserede version : Das Kunstwerk im Zeitalter seiner technischen Reproduzierbarkeit), også kendt som "reproduktionsessayet", er et berømt essay skrevet af den tysk-jødiske filosof Walter Benjamin. Originalen blev skrevet 1935-1936, men blev færdiggjort 1939, hvor Benjamin flygtede til Frankrig på grund af nazisternes jødeforfølgelse.

## Auraens forsvinden i den tekniske reproduktion
Essayet består af 15 afsnit, der kan ses som refleksioner over den tekniske reproduktion, der havde erobret en selvstændig plads blandt kunstneriske teknikker i begyndelsen af det 20. århundrede som fotografi, film, litografi m.m., der fulgte avantgarde-bevægelsens principper. Benjamin fremsætter den tese, at originale værker mister deres ‘aura’ i kølvandet af samtidens ubegrænsede muligheder for reproduktion. Aura er beskrevet som værkets ‘her og nu’ og ‘ægthed’ - dets historiske autentiske vidnesbyrd.
| „ | "... Hvad er aura egentlig? Et sælsomt spind af rum og tid: den enestående fremtoning af noget fjernt, hvor nær det end er. ..." | “ |
|   | — "Lille fotografihistorie" i Kulturkritiske essays, 1998, side 73                                                               |   |

Hvis aura er det unikke “her og nu”, bliver det nedbrudt til fordel for det reproducerbare og et statistisk samfundssyn:
| „ | "... Afskrælningen af det, der omgiver genstanden, nedbrydningen af auraen, er signaturen af en perception, hvis ‘sans for det ensartede i verden’ er vokset så meget, at den ved hjælp af reproduktionen også udvinder den af det unikke. ..." | “ |
|   | — "Kunstværket i dets ..." i Kulturkritiske essays, side 136, 1998. |   |

Walter Benjamin trækker i essayet på en marxistisk tankegang, ifølge hvilken en ændring i produktionsprocessen har indflydelse på værkets betydning. Herved bliver sansningen afhængig af den historiske kontekst.